# Finlands byar
Finlands byar rf (finska: Suomen Kylät ry) är en finländsk riksomfattande registrerad förening för lokal utveckling. Organisationen arbetar för byverksamheters, leader-gruppers och stadsdelsförenings intresse. Finlands byar representerar ungefär 4 000 byföreningar, 19 byföreningar på landskapsnivå och 54 leader-grupper. Fram till slutet av 2017 hade föreningen namnet Finlands byverksamhet rf. 

## Medlemmar och organisation
Medlemsföreningar i Finlands byar:
- Föreningar inom landskapsnivå:
  - Aktion Österbotten rf (Österbotten)
  - Byarna i Mellersta Österbotten rf / Keskipohjalaiset Kylät ry (Mellersta Österbotten)
  - Egentliga Finlands Byar rf / Varsinais-Suomen kylät ry (Egentliga Finland)
  - Etelä-Karjalan Kylät ry (Södra Karelen)
  - Eteläpohjalaiset Kylät ry (Södra Österbotten)
  - Hämeen Kylät ry (Egentliga-Tavastland)
  - Järvi-Suomen Kylät ry (Södra Savolax)
  - Kainuun Nuotta ry (Kajanaland)
  - Keski-Suomen Kylät ry (Mellersta Finland)
  - Kymenlaakson Kylät ry (Kymmenedalen)
  - Lappilaiset Kylät ry (Lappland)
  - Nylands Byar rf / Uudenmaan kylät ry (Nyland)
  - Pirkan Kylät ry (Birkaland)
  - Pohjois-Karjalan Kylät ry (Norra Karelen)
  - Pohjois-Pohjanmaan Kylät ry (Norra Österbotten)
  - Pohjois-Savon Kylät ry (Norra Savolax)
  - Päijät-Hämeen Kylät (Päijänne-Tavastland)
  - SataKylät ry (Satakunda)
  - SILMU-byar / SILMU-kylät (Östra Nyland)
- Leader-grupper

- Byföreningar, stadsdelsföreningar osv.
- Riksomfattande organisationer
- Landskapsförbund och andra landskapsomfattande organisationer

Det finns 54 leader-grupper i Finland som beviljar finansiering till företags- och föreningsprojekt, samt till projekt inom andra sammanslutningar. Syftet är att dra nytta av den lokala expertisen och det lokala kunnandet för den egna ortens bästa.
Svenskspråkig byverksamhet sköts av Svenskfinlands byar som är verksamt under Svenska lantbrukssällskapens förbund.
Det högsta beslutsfattande organet är styrelsen som leds av ordföranden. Centralkontoret för Finlands Byar finns i Bjärnå i Salo i Egentliga Finland. 

## Historia
Dagens byverksamhet började på 1970-1980-talen. Under 1990-talet grundades ett förbund mellan byar i olika landskap. Finlands Byar grundades år 1997.
År 1992 fick Finlands byverksamhet priset Right Livelihood. 

## Öppna byar
Evenemanget Öppna byar ordnas den andra lördagen i juni varje år. Evenemanget är riksomfattande. Intresserade människor runt om i Finland bjuds in med syftet att lära dessa olika byverksamheter samt visa olika evenemang som ordnas i byarna.